# Scipio Tofini
Scipio Tofini (* 29. Mai 1836 in Rocca Priora; † 22. Januar 1921 in Frascati) war ein italienischer Priester und zwischen 1895 und 1896 als Generalvikar Leiter der Pallottiner.
1867 wurde er zum Priester geweiht. Er wurde im römischen Campo Verano beigesetzt.